# Mikael Wiehe
Ikke at forveksle med Michael Wiehe
Mikael Christian Wiehe (født 10. april 1946 i Stockholm) er svensk musiker, komponist og forfatter. Han – som er erklæret socialist – var en af forgrundsfigurerne i den politiske rockmusik i 1970'erne og 1980'erne, hvor han også havde et stort publikum i Danmark.
Med en dansk far og en svensk mor voksede Mikael Wiehe op i København og Malmø. Fra 1964 var han i nogle år med i både jazz- og poporkestre. I 1970 dannede han sammen med Björn Afzelius og Peter Clemmedson Hoola Bandoola Band, som i sin seksårige eksistens udgav fem LP'er. Siden var han med i forskellige grupper, hvor han bidrog med venstreorienterede sange, som ofte kombinerede politisk agitation og poesi. Musikalsk og sprogligt har han især været inspireret af Bob Dylan, af hvis sange Wiehe har oversat et par stykker.
I 1976 skabte han Kabaréorkestern, i 1981-1982 Mikael Wiehe, Nyberg, Franck och Fjellis og 1983-1984 Mikael Wiehe & Co. 1986-1987 dannede han sammen med Afzelius en duo.
Fast forankret i sin politiske overbevisning har Wiehe i sine sange som initiativtager til og deltager i støttearrangementer vist solidaritet med verdens undertrykte folk. Han optrådte i 2007 ved en støttefest for den cubanske revolution. Fra 2001 har Wiehe ledet "Stiftelsen Hela Sverige, Artister mot nazister". 
I de senere år har han i stigende grad inddraget sine private livserfaringer om kærlighed og forældreskab i teksterne. Det gælder i særlig grad albummet Sånger Från En Inställd Skilsmässa, 2009.

## Diskografi
- Hoola Bandoola Export Hoola Bandoola Band, 1971
- Garanterat individuell Hoola Bandoola Band, 1971
- Vem kan man lita på? Hoola Bandoola Band, 1972
- På väg Hoola Bandoola Band, 1973
- Fri information Hoola Bandoola Band, 1975
- Sjömansvisor, Mikael Wiehe och Kabaréorkestern, 1978
- Elden är lös, Mikael Wiehe och Kabaréorkestern, 1979
- Kråksånger, Mikael Wiehe, Nyberg, Franck & Fjellis, 1981
- Dom ensligas allé, Mikael Wiehe, Nyberg, Franck & Fjellis, 1982
- Lindansaren, Mikael Wiehe & Co, 1983
- Mikael Wiehe i Sverige, Mikael Wiehe & Co, 1984
- Hemingwayland, Mikael Wiehe & Co, 1985
- Björn Afzelius & Mikael Wiehe, 1986
- Basin Street Blues, 1988
- Allt är förändrat, 1991
- Mikael Wiehe & Julio Numhauser, 1991
- Det ligger döda kameler i min swimmingpool, 1992
- Trollkarlen, 1994
- Sevilla, 1998
- En sång till modet, 2000
- Kärlek & politik, 2004
- Björn Afzelius & Mikael Wiehe 1993 – Malmöinspelningarna, 2004
- Främmande land, 2005
- Totta & Wiehe – Dylan, 2006
- Mikael Wiehe & Ebba Forsberg – Dylan På Svenska, 2007
- Mikael Wiehe & Åge Alexandersen – 14 akustiske sanger, 2008
- Mikael Wiehe & Jacques Werup – Wiehe & Werup, 2008
- Sånger Från En Inställd Skilsmässa, 2009
- Björn Afzelius & Mikael Wiehe – Olympiska Nätter, 2009

## Udvalgte sange
- "Victor Jara" (Fri information), 1975)
- "Titanic (Andraklasspassagerarens sista sång)" (Sjömansvisor, 1978)
- "Flickan och kråkan" (Kråksånger, 1981)